# حمله ازبک‌ها به ایران (۱۶۳۴)
به دستور شاه صفی، امیرخان در رجب ۱۰۴۳ ه‍.ق (۱۶۳۴ میلادی) برای دفع حمله‌ی ازبکان به سرداری نیروه‌های خراسان گماشته و به آن ایالت اعزام شد. امیرخان در این ایام توانست مانع از نفوذ ازبکان به خراسان شود.
بعد از پیروزی امیرخان نامه‌ای مبنی بر گزارش اوضاع و عقب‌نشینی ازبکان برای شاه صفی ارسال کرد که به پاس آن مفتخر به دریافت خلعت‌های فاخر با ارقام مطاعه شد.
در همان سال بار دیگر ازبکان به فرماندهی عبدالعزیزخان فرزند ندر محمدخان به خراسان حمله کردند.
در سال ۱۶۳۴میلادی، عبدالعزیز چهاربار به خراسان حمله کرد که در بعضی تقریباً موفق بود و در بعضی نتیجه‌ای نگرفت. در یکی از این یورشها در سال ۱۰۴۴ ه‍. ق، بیست هزار سپاهی ازبک به قصد مشهد و سبزوار حرکت کردند؛ اما چون سردار خراسان، امیرخان قورچی‌باشی به موقع خبردار شد، طی نبردی توانست شکست سختی به ازبکان وارد کند و آنان با سه هزار کشته و تعداد زیادی اسیر عقب‌نشینی کردند.
در این درگیری عبدالعزیزخان فرار کرد و خزاین او به دست نیروه‌های صفوی افتاد. وقتی خبر این پیروزی به شاه صفی رسید، شادمان شد و بریا قرچی‌باشی، امرا، مین‌باشیان و یوزباشیانی که در آن نبرد حضور داشتند، خلعت‌های فاخر و انعام فرستاد. بخشی از غنایم این جنگ شامل سر و زنده‌ای که امیرخان در جنگ بدست آورده بود همراه با کتاب‌خانه و اسباب عبدالعزیزخان به نظر شاه صفی رسید و اسباب او را به رستم محمدخان، فرزند ولی محمدخان ازبک، والی ترکستان، انعام دادند.
بین عثمانی‌ها و ازبکان در حمله به ایران، نامه نگاریهایی بوده، اما معلوم نیست که تا چه حد حمایت واقعی از سوی عثمانی‌ها در حمله ازبکها وجود داشته‌است.